# CG-7滑翔機
Bowlus CG-7為二戰時美國製造的一款運輸滑翔機原型機，共製造1架原型機，但該型號並未投入生產，該計劃被取消。

## 發展
陸軍向Bowlus Sailplanes授予了一份8座和15座運輸滑翔機合同，較小的滑翔機被指定為 XCG-7，較大的滑翔機被指定為XCG-8。XCG-7於1942 年2月交付萊特機場進行測試，結構測試失敗，滑翔機經過修復但再次失敗。該滑翔機並未被訂購投入生產，木質和織物的機身被用來在國家標準局高壓實驗室測試飛機免受雷擊的方法。

### 註記
1. 1 2 3 4 5  Mrazek 2011, p. 375
2. ↑  Andrade 1979, p. 97

### 書目
- Andrade, John. . Midland Counties Publications. 1979. ISBN 0 904597 22 9.
- Mrazek, James E. . Mechanicsburg, Pennsylvania, United States: Stackpole Books. 2011. ISBN 978-0-8117-0808-1.